# Supersport svjetsko prvenstvo
Supersport svjetsko prvenstvo (engl. Supersport World Championship) natjecanje je u cestovnom motociklizmu u kojem se koriste trenutačni ili nedavni modeli cestovnih motocikala. Supersport je kao klasa nastao 1990. i to kroz natjecanje Europskog prvenstva. Utrke su bile održavane u sklopu Superbike svjetskog prvenstva. Današnje Supersport svjetsko prvenstvo možemo smatrati nastavkom Thunderbike Trophy (1995. – 1996.), Supersport World Series (1997. – 1998.) te Europskog Supersport prvenstva (koje se održava do danas). Trenutačno se utrke svjetskog prvenstva održavaju u sklopu Superbike svjetskog prvenstva, i to na svakoj stazi, ali za razliku od Superbike-a, vozi se jedna utrka po stazi koja je duga približno 100 km, a sustav bodovanja je isti kao i u Superbikeu ili MotoGP-u. 

## Specifikacije motocikala
U Supersportu se rabe motocikli s četvrotaktnim motorom i to zapremine između 400 i 600 cm3 za četvrocilindarske motore, odnosno 600 do 750 cm3 za V-twin motore.
U Supersport svjetskom prvenstvu trenutačno (2016.) se rabe sljedeći modeli motocikala:
- Honda CBR600RR
- Kawasaki ZX-6R
- MV Agusta F3 675
- Suzuki GSX-R600
- Triumph Daytona 675
- Yamaha YZF-R6

Ranije su se koristili ovi modeli motocikala:
- Bimota YB9
- Ducati 748
- Ducati 749
- Honda CBR600F
- Triumph Daytona 600
- Yamaha YZF600R

## Dosadašnja svjetska prvenstva
| Sezona                        | Prvak                 | Motor               | Drugoplasirani       | Motor               | Trećeplasirani           | Motor               |
| Thunderbikes Trophy           | Thunderbikes Trophy   | Thunderbikes Trophy | Thunderbikes Trophy  | Thunderbikes Trophy | Thunderbikes Trophy      | Thunderbikes Trophy |
| ----------------------------- | --------------------- | ------------------- | -------------------- | ------------------- | ------------------------ | ------------------- |
| 1995.                         | Udo Mark              | Kawasaki            | Yves Briguet         | Honda               | Stéphane Mertens         | Honda               |
| 1996.                         | William Costes        | Honda               | Yves Briguet         | Honda               | Jeffrey de Vries         | Yamaha              |
| Supersport World Series       |                       |                     |                      |                     |                          |                     |
| 1997.                         | Paolo Casoli          | Ducati              | Vittoriano Guareschi | Yamaha              | Yves Briguet             | Suzuki              |
| 1998.                         | Fabrizio Pirovano     | Suzuki              | Vittoriano Guareschi | Yamaha              | Stéphane Chambon         | Suzuki              |
| Supersport World Championship |                       |                     |                      |                     |                          |                     |
| 1999.                         | Stéphane Chambon      | Suzuki              | Iain MacPherson      | Kawasaki            | Piergiorgio Bontempi     | Yamaha              |
| 2000.                         | Jörg Teuchert         | Yamaha              | Paolo Casoli         | Ducati              | Stéphane Chambon         | Suzuki              |
| 2001.                         | Andrew Pitt           | Kawasaki            | Paolo Casoli         | Yamaha              | Jörg Teuchert            | Yamaha              |
| 2002.                         | Fabien Foret          | Honda               | Katsuaki Fujiwara    | Suzuki              | Stéphane Chambon         | Suzuki              |
| 2003.                         | Chris Vermeulen       | Honda               | Stéphane Chambon     | Suzuki              | Jurgen van den Goorbergh | Yamaha              |
| 2004.                         | Karl Muggeridge       | Honda               | Broc Parkes          | Honda               | Jurgen van den Goorbergh | Yamaha              |
| 2005.                         | Sébastien Charpentier | Honda               | Kevin Curtain        | Yamaha              | Katsuaki Fujiwara        | Honda               |
| 2006.                         | Sébastien Charpentier | Honda               | Kevin Curtain        | Yamaha              | Kenan Sofuoğlu           | Honda               |
| 2007.                         | Kenan Sofuoğlu        | Honda               | Broc Parkes          | Yamaha              | Fabien Foret             | Kawasaki            |
| 2008.                         | Andrew Pitt           | Honda               | Jonathan Rea         | Honda               | Joshua Brookes           | Honda               |
| 2009.                         | Cal Crutchlow         | Yamaha              | Eugene Laverty       | Yamaha              | Kenan Sofuoğlu           | Honda               |
| 2010.                         | Kenan Sofuoğlu        | Honda               | Eugene Laverty       | Honda               | Joan Lascorz             | Kawasaki            |
| 2011.                         | Chaz Davies           | Yamaha              | David Salom          | Kawasaki            | Fabien Foret             | Honda               |
| 2012.                         | Kenan Sofuoğlu        | Kawasaki            | Jules Cluzel         | Honda               | Sam Lowes                | Honda               |
| 2013.                         | Sam Lowes             | Yamaha              | Kenan Sofuoğlu       | Kawasaki            | Fabien Foret             | Kawasaki            |
| 2014.                         | Michael van der Mark  | Honda               | Jules Cluzel         | MV Agusta           | Florian Marino           | Kawasaki            |
| 2015.                         | Kenan Sofuoğlu        | Kawasaki            | P. J. Jacobsen       | Kawasaki Honda      | Lorenzo Zanetti          | MV Agusta           |
| 2016.                         | Kenan Sofuoğlu        | Kawasaki            | Jules Cluzel         | MV Agusta           | Randy Krummenacher       | Kawasaki            |
| 2017.                         | Lucas Mahias          | Yamaha              | Kenan Sofuoğlu       | Kawasaki            | Jules Cluzel             | Honda               |
| 2018.                         | Sandro Cortese        | Yamaha              | Lucas Mahias         | Yamaha              | Jules Cluzel             | Yamaha              |
| 2019.                         | Randy Krummenacher    | Yamaha              | Federico Caricasulo  | Yamaha              | Jules Cluzel             | Yamaha              |
| 2020.                         | Andrea Locatelli      | Yamaha              | Lucas Mahias         | Kawasaki            | Philipp Öttl             | Kawasaki            |
| 2021.                         | Dominique Aegerter    | Yamaha              | Steven Odendaal      | Yamaha              | Manuel González          | Yamaha              |
| 2022.                         | Dominique Aegerter    | Yamaha              | Lorenzo Baldassarri  | Yamaha              | Can Öncü                 | Kawasaki            |
| 2023.                         | Nicolò Bulega         | Ducati              | Stefano Manzi        | Yamaha              | Marcel Schrötter         | MV Agusta           |
| 2024.                         | Adrián Huertas        | Ducati              | Stefano Manzi        | Yamaha              | Yari Montella            | Ducati              |

## Vanjske poveznice
- službena stranica
- racingmemo.free.fr - dosadašnja prvenstva